# Diga

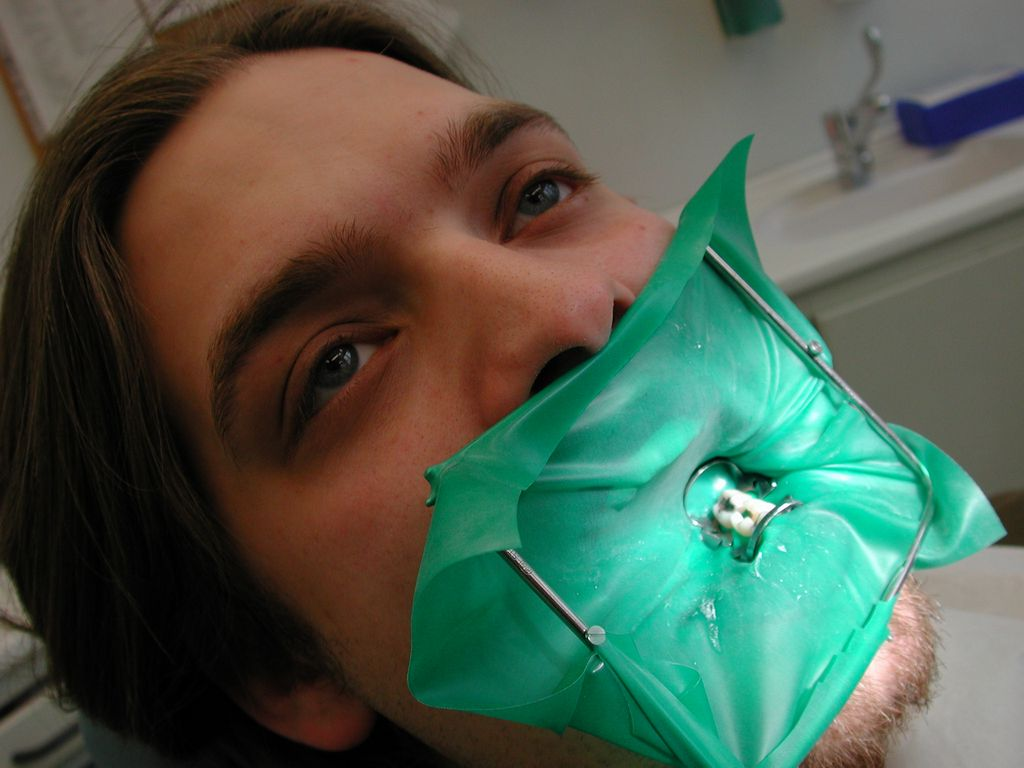

Diga în medicina dentară (stomatologie) reprezintă sistemul de izolare cu folie elastică a câmpului operator în stomatologie se folosește în multe domenii ale medicinei dentare: endodonție, odonto-terapie restauratoare, pedodonție, ortodonție, parodontologie, estetică dentară, protetică. 
Există o largă varietate de modele de digă produse de mai multe companii de pe toate continentele. 
Cele mai populare sisteme cuprind însă următoarele componente: 
- clemele
- folia
- cadrul
- perforatorul
- pensa port-clemă
- șablonul

Aplicarea corectă presupune și utilizarea mai multor elemente auxiliare: 
- șervețele din hârtie
- lubrefiant(pentru părțile moi și respectiv pentru folie)
- materiale pentru etanșeizare suplimentară
- materiale și instrumentar pentru realizarea ligaturilor
- etc.

## Legături externe
- http://www.alldental.ro/medicina-dentara/stiri-medicina-dentara/primul-ghid-practic-de-utilizare-a-sistemului-de-izolare-cu-diga-in-stomatologie/
- http://www.medica.ro/reviste_med/download/stoma/2012.2/Stoma_Nr-2_2012_Art-2.pdf
- http://www.dentistul.info/stomatologie/instrumente/diga-2990.html